# Катаріна Мартінш
Катаріна Соареш Мартінш (порт. Catarina Soares Martins; нар. 7 вересня 1973) — португальська політикиня і актриса. Була національним координатором Лівого блоку з 2012 до 2023 року, а з 2009 року є депутаткою Асамблеї Республіки від Лівого блоку. Здобула освіту лінгвіста й активно працює в театрі.
Мартінш була обрана до Європейського парламенту на виборах 2024 року.

## Раннє життя та кар'єра
Катаріна Мартінш народилася в Порту 7 вересня 1973 року. Закінчила три роки початкової школи в Сан-Томе і Прінсіпі та Кабо-Верде, і повернулася до Португалії, коли їй було 9 років. Вступила на юридичний факультет Коїмбрського університету, але покинула навчання на третьому курсі. Згодом здобула ступінь бакалавра мов і літератури та ступінь магістра лінгвістики. Вона також отримала ступінь доктора філософії з викладання мови.
У 1994 році співзасновнувала театральну компанію Companhia de Teatro de Visões Úteis у Порту.

## Політична кар'єра
Мартінш була обрана до португальського парламенту як перша представниця Лівого блоку від Порту на парламентських виборах у Португалії 2009 року. 11 листопада 2012 року Катаріна Мартінш і Жоао Семеду були обрані співкоординаторами Лівого блоку, наступниками Франсіско Луса. Семедо пішов у відставку 30 листопада 2014 року, а Мартінш була єдиною координаторкою партії. Її переобирали на виборах 2015 та 2019 років. Після виборів 2015 року Лівий блок і Комуністична партія Португалії погодилися підтримати уряд, сформований Антоніу Коштою з Португальської соціалістичної партії. 27 жовтня 2021 року бюджет, запропонований Костою, був відхилений Лівим блоком та комуністами, що призвело до дострокових виборів. На парламентських виборах у Португалії в січні 2022 року Лівий блок втратив 14 зі своїх 19 місць в Асамблеї, хоча Мартінш була переобрана у виборчому окрузі Порту. 14 лютого 2023 року Мартінш оголосила, що не балотуватиметься на переобрання в якості Національного координатора Лівого блоку на XIII Національному з'їзді партії в травні. 28 травня Маріану Мортагуа було обрано новим координатором Лівого блоку, таким чином завершивши 11-річне перебування Мартінш на посаді лідера партії.

## Особисте життя
Мартінш одружена з актором Педро Каррейра і має двох дочок.

## Публікації українською
- Жорстка економія чи підвищення мінімалки: Катаріна Мартінш про досвід Португалії // Спільне, 29.01.2025